# La Puebla de Almoradiel
La Puebla de Almoradiel település Spanyolországban, Toledo tartományban. La Puebla de Almoradiel Corral de Almaguer, Villanueva de Alcardete, Quintanar de la Orden, Miguel Esteban, Quero és Villa de Don Fadrique községekkel határos. Lakosainak száma 4887 fő (2024).

## Népesség
A település népessége az utóbbi években az alábbiak szerint változott:
| Lakosok száma | 5422 | 5594 | 5822 | 6122 | 5888 | 5653 | 5360 | 5168 | 4953 | 4887 |
|               | 2001 | 2004 | 2007 | 2009 | 2012 | 2014 | 2017 | 2019 | 2022 | 2024 |